# Bathyraja papilionifera
Bathyraja papilionifera är en rockeart som beskrevs av Stehmann 1985. Bathyraja papilionifera ingår i släktet Bathyraja och familjen egentliga rockor. IUCN kategoriserar arten globalt som otillräckligt studerad. Inga underarter finns listade.